# أبو عمر الزاهد
 أبو عمر محمد بن عبد الواحد بن أبي هاشم البغدادي الزاهد المعروف بـ غلام ثعلب، (261 هـ-345 هـ = 875-957م)، عالم لغوي، ومحدث، سُمي بغلام ثعلب لملازمته شيخه في اللغة أبي العباس ثعلب، وكان علمه واسع بلسان العرب وكلامهم، له العديد من التصانيف أشهرها «ياقوتة الصراط في تفسير غريب القرآن» المعروف بـالياقوتة.

## علمه

### علمه باللغة
لازم أبا العباس ثعلب وأخذ عنه علم اللغة، فيقول عبيد الله بن أبي الفتح: «إن أبا عمر كان لو طار طائر لقال: حدثنا ثعلب عن ابن الأعرابي، ثم يذكر شيئا في معنى ذلك .»، وقال الخطيب البغدادي: «سمعت غير واحد يحكي عن أبي عمر أن الأشراف والكتاب كانوا يحضرون عنده ليسمعوا منه كتب ثعلب وغيرها. وله جزء قد جمع فيه فضائل معاوية، فكان لا يترك واحدا منهم يقرأ عليه شيئا حتى يبتدئ بقراءة ذلك الجزء.»

وقال الخطيب البغدادي أيضًا:
| أبو عمر الزاهد | سمعت عبد الواحد بن برهان يقول: لم يتكلم في علم اللغة أحد من الأولين والآخرين أحسن كلاما من كلام أبي عمر الزاهد | أبو عمر الزاهد |

وقال عمر بن إبراهيم اليشكري فيه:

### علمه بالحديث
سمع الحديث من: موسى بن سهل الوشاء، وأحمد بن عبيد الله النرسي، ومحمد بن يونس الكديمي، والحارث بن أبي أسامة، وأحمد بن زياد بن مهران السمسار، وإبراهيم بن الهيثم البلدي، وإبراهيم الحربي، وبشر بن موسى الأسدي، وأحمد بن سعيد الجمال، ومحمد بن هشام بن البختري، ومحمد بن عثمان العبسي.
حدث عنه: أبو الحسن بن رزقويه، وابن منده، وأبو عبد الله الحاكم، والقاضي أبو القاسم بن المنذر، وأبو الحسين بن بشران، والقاضي محمد بن أحمد بن المحاملي، وعلي بن أحمد الرزاز، وأبو الحسن الحمامي، وأبو علي بن شاذان.

قال الذهبي:
| أبو عمر الزاهد | فأما الحديث فرأيت جميع شيوخنا يوثقونه فيه، وحدثنا علي بن أبي علي، عن أبيه، قال: ومن الرواة الذين لم ير قط أحفظ منهم أبو عمر غلام ثعلب، أملى من حفظه ثلاثين ألف ورقة لغة فيما بلغني، وجميع كتبه إنما أملاها بغير تصنيف، ولسعة حفظه اتهم. وكان يسأل عن الشيء الذي يقدر أن السائل وضعه، فيجيب عنه، ثم يسأله غيره بعد سنة، فيجيب بجوابه . أخبرت أنه سئل عن قنطزة فقيل: ما هي ؟ فقال: كذا وكذا، قال: فتضاحكنا، ولما كان بعد شهور هيأنا من سأله عنها، فقال: أليس قد سئلت عن هذه منذ شهور وأجبت ؟ | أبو عمر الزاهد |

## مصنفاته
له العديد من المصنفات أشهرها: «ياقوتة الصراط في تفسير غريب القرآن» المعروف بـالياقوتة، و«فضائل معاوية»، و«غريب الحديث» صنفه على مسند أحمد، و«جزء في الحديث والأدب» نشر في مجلة المجمع العلمي العربيّ، و«تفسير أسماء الشعراء»، و«المداخل» في اللغة؛ وهو رسالة نُشِرَت في مجلة المجمع، و«القبائل»، و«يوم وليلة»، و«أخبار العرب» و«العشرات»

قال ابن خلكان معددًا مؤلفاته:
| أبو عمر الزاهد | استدرك على "الفصيح" لثعلب كراسًا، سماه "فائت الفصيح"، وله كتاب "الياقوتة" وكتاب "الموضح"، وكتاب "الساعات"، وكتاب "يوم وليلة"، وكتاب "المستحسن"، وكتاب "الشورى"، وكتاب "البيوع"، وكتاب "تفسير أسماء الشعراء"، وكتاب "القبائل"، وكتاب "المكنون والمكتوم"، وكتاب "التفاحة"، وكتاب "المداخل"، وكتاب "فائت الجمهرة"، وكتاب "فائت العين"، وأشياء | أبو عمر الزاهد |